# A♭ (音名)
A♭(A-flat)是G的一個半音之上，A的一個半音之下。因此，A♭與G♯異名同音。A♭在法語裏是第九個唱名，稱為sol dièse。
在十二平均律中，如果中央C之上的A的頻率是440Hz，那A♭4(中央C之上的G♭的頻率就是大約415.3 Hz。(參見音高)

## 等音
升G和降A，虽然在音高上是相同的，但在乐理的意义上却是不同的两个音。如果说每个音有几个等音是比较合适的说法。比如升G，除其本身外，只有一个等音——降A。其他各音会除其本身外，同时存在两个等音。之所以这样，是因为其他音高的音除了它们本身之外，还有其上下大二度（或减三度）音的重升或重降之音。而G与A中间的半音到G的下方相邻的自然音与A的上方相邻自然音之间都是增二度（或小三度）音程。比如D音，它的等音除了自身外，还有xC和bbE；又比如xF音，它的等音除其本身外，还有xE和bG，但它距G音的上方音A是小三度音程，所以等音中无A的变化音(当然，如果是bbbA——重重降A，在理论上不是不行，但按这样一来，一个音就会有无穷的等音了)。只有#G或是bA，除本身外，只能有一个等音。

## 十二律
A♭ 在十二律中对应夷则。